# Antoine Ker
Pour les articles homonymes, voir Ker.
Antoine Ker de son vrai nom Keim, né le 23 avril 1886 à Firminy et mort le 21 juillet 1923 à Arcachon, est un militant communiste français.
Élu au Comité directeur du Parti communiste français (PCF), accusé de « crime contre la sûreté de l'État », il démissionnera de ce mandat auquel il avait été réélu à deux reprises.

## Biographie
En 1907 et 1908 Antoine Ker est maître interne à l'école professionnelle de Vierzon puis, durant les deux années suivantes, élève maître à l'école normale d'enseignement technique à Paris. Il suit ensuite les cours de l'école pratique d'industrie à Vienne (Isère) puis Firminy. Il part ensuite enseigner le français à l'école supérieure du commerce de Munich entre 1912 et 1914, mais doit rentrer en France lorsque la guerre éclate et devient professeur à l'école commerciale de Lyon.
Mobilisé au sein du 6e régiment d'infanterie coloniale, il semble qu'il ait cru à la « guerre du Droit ». Titulaire de la Croix de guerre 1914-1918, il est réformé en 1920 par la commission de réforme de la Seine et se fixe à Paris où il devient représentant des Forges et Aciéries Claudinon ainsi que de la Compagnie du Chambon-Feugerolles. 
Ayant rejoint la deuxième section de la Fédération socialiste de la Seine dès 1919, il est rapidement élu à la commission exécutive de la Fédération. Partisan de la IIIe Internationale, il assiste en décembre 1920 au congrès de Tours et est élu au Comité directeur (CD) de ce qui deviendra rapidement le Parti communiste français. 
Collaborateur de L'Humanité et de la Vie ouvrière, il est chargé de la liaison entre le Parti, son homologue allemand et l'Internationale. C'est dans ce cadre qu'il se rend à Moscou. 
En janvier 1921, il est arrêté en même temps qu'un émissaire de l'Internationale communiste et inculpé de « crimes contre la sûreté intérieure de l’État », entre autres. Cette affaire donne naissance à une campagne sur « l'or de Moscou ». Ker s'en explique dans un article du Bulletin de la presse communiste. Il lui est alors proposé le poste de secrétaire de rédaction de la version française de L’Internationale communiste. 
L’Humanité publie un projet, dont il est l'auteur, sur la réorganisation du Comité directeur: au congrès de la Fédération de la Seine, en décembre 1921, il fait partie de la minorité de la commission des résolutions. Quelques jours plus tard, au congrès de Marseille du PCF, il rapporte sur le Conseil d'études communistes, créé à la suite de l'échec du Conseil économique du travail de la CGT. Il est réélu au Comité directeur du Parti. 
Début 1922, Ker participe à la conférence du Comité exécutif élargi de l'Internationale et, à la différence du reste de la délégation française, exprime son accord avec les thèses de celle-ci. Il oscille alors entre la gauche et le centre du Parti, et le Comité directeur le désigne responsable de la page du Parti dans l'Humanité. 
En octobre de la même année, au congrès de Paris, il est encore une fois réélu au Comité directeur et accède au Bureau politique. Lors de la première réunion du nouveau CD, il est nommé directeur de la page « Vie sociale » de l'Humanité. Il participe au Conseil d'études élargi de l'Internationale et assiste, à Moscou, au IVe congrès. Il présente à son retour les décisions prises par ce congrès, dont le rejet de la franc-maçonnerie et la sortie de la Ligue des droits de l'homme. C'est alors qu'il présente sa démission des organismes dirigeants du Parti et de ses responsabilités auprès de l'Humanité. Mais, en application de décisions de l'Internationale, il est maintenu à ce dernier poste.
Début 1923, il participe à la conférence d'Essen et à une série de meetings en Allemagne, qui entraînent de nouvelles poursuites en France, où il est appréhendé à son retour pour « attentat contre la sûreté intérieure et extérieure de l’État ». 
Bientôt, le Parti ne l'emploie plus. Il décède quelque temps plus tard, et est enterré à Firminy. Le Bulletin communiste lui rend hommage ainsi que le IIIe congrès du parti réuni à Lyon.

## Sources
- Dictionnaire biographique du mouvement ouvrier français, les Éditions de l'Atelier, 1997.
- Philippe Robrieux, notice « KER, antoine, de son vrai nom Keim, Louis, Antoine, Nicolas, Jean-Baptiste, dit Ker », Histoire intérieure du Parti communiste, vol. 4, p. 350-351, Fayard, 1984.